# 大町市立仁科台中学校
大町市立仁科台中学校（おおまちしりつにしなだいちゅうがっこう）は、長野県大町市にあった公立中学校である。

## 概要
本校は1965年4月1日に開校。1959年に設置された大町市立第二中学校（旧大町中学校）及び大町市立第三中学校（旧常盤中学校）を統合する形で新規に設置された中学校である。
学校名は明治維新後に当時の筑摩県安曇郡大町村に学校が初めて設置された際、その新設学校を『仁科学校』と呼称したことや、平安時代から戦国時代末期までの700余年に、現在の安曇野・大町一帯を支配していた豪族が仁科氏であったという歴史的故事にちなみ、周辺地域の住民の誇りが込められているものとして『大町市立仁科台中学校』と命名された。
学校の校区は大町市の南部地域を広くカバーしているため、遠隔地在住の生徒はスクールバスにて通学している。
毎年1月には全校生徒による『百人一首』大会を開催するのが恒例である。

## 沿革
- 1959年4月1日 - 大町市立第二中学校（旧大町中学校）及び大町市立第三中学校（旧常盤中学校）が発足。旧社中学校は両校に分割統合[4]。
- 1965年4月1日 - 学校創立。新校舎建設まで大町部と常盤部の部校制を採用[4]。
- 1967年4月2日 - 現在地での新校舎の竣工により、開校式が執り行われる[4]。
- 2023年4月1日 - 大町市立大町中学校〈2代目〉として、第一中学校と統合し、仁科台中学校時代の校舎を使用。

## 教育目標
- 自主
- 友愛
- 根性

## 通学区域
- 大町市のうち常盤及び社の全区域並びに大町の一部[5]

## 著名な出身者
- 上田瑠偉（トレイルランニング競技者）[6]
- 奥原希望（プロフェッショナルバドミントン選手）[7]。
- 鉄拳（芸人、パラパラ漫画家）[8]